# Psammofile
Psammofile – organizmy żyjące na piasku, a także w piaszczystym dnie zbiorników wodnych, zarówno słodkich, jak i słonych.
Rośliny psammofilne to psammofity, natomiast zwierzęta psammofilne to psammon.